# Cermatobius japonicus
Cermatobius japonicus är en mångfotingart som först beskrevs av Filippo Silvestri 1909.  Cermatobius japonicus ingår i släktet Cermatobius och familjen fåögonkrypare. Inga underarter finns listade i Catalogue of Life.